# والتر جوردن
والتر جوردن (بالإنجليزية: Walter Jordan) (16 مايو 1904 – 27 يونيو 1997) كان مجدفًا أستراليًا. حقق لقب بطل أستراليا ثلاث مرات في رياضة التجديف، وشارك في منافسات الثمانية رجال في دورة الألعاب الأولمبية الصيفية لعام 1936.

## وصلات خارجية
- والتر جوردن على موقع الاتحاد الدولي للتجديف (الإنجليزية)
- والتر جوردن على موقع أوليمبيديا (الإنجليزية)